# Lista de vencedores de competições nacionais de futebol na Europa na época 2015–16
Esta é uma lista de vencedores de competições nacionais de futebol na Europa na época 2015–16. Esta lista inclui as principais provas organizadas pelas Ligas Profissionais de Futebol e pelas Federações Nacionais de Futebol da Europa.
| Época 2015–16 |            |                     |                     |                     |                     |
| Nº            | País       | Campeonato          | Taça Nacional       | Taça da Liga        | Supertaça           |
| 1             | Espanha    | Barcelona           | Barcelona           | -                   | Barcelona           |
| 2             | Inglaterra | Leicester City      | Manchester United   | Manchester City     | Manchester United   |
| 3             | Alemanha   | Bayern de Munique   | Bayern de Munique   | -                   | Bayern de Munique   |
| 4             | Itália     | Juventus            | Juventus            | -                   | Milão               |
| 5             | Portugal   | Benfica             | SC Braga            | Benfica             | Benfica             |
| 6             | França     | Paris Saint-Germain | Paris Saint-Germain | Paris Saint-Germain | Paris Saint-Germain |
| 7             | Rússia     | CSKA Moscovo        | Zenit               | -                   | Zenit               |
| 8             | Holanda    | PSV Eindhoven       | Feyenoord           | -                   | PSV Eindhoven       |
| 9             | Ucrânia    | Dínamo de Kiev      | Shakhtar Donetsk    | -                   | Dínamo de Kiev      |
| 10            | Bélgica    | Club Brugge         | Standard de Liège   | -                   | Club Brugge         |
| 11            | Turquia    | Besiktas            | Galatasaray         | -                   |                     |
| 12            | Grécia     | Olympiacos          | AEK                 | -                   | -                   |
| 13            | Suíça      | Basileia            | Zurique             | -                   | -                   |
| 14            | Áustria    | Salzburgo           | Salzburgo           | -                   | -                   |
| 15            | Rep. Checa | Viktoria Plzen      | Mladá Boleslav      | -                   |                     |

Os Países encontram-se ordenados segundo o coeficiente nacional da UEFA. 
O destaque colorido indica a conquista de um Triplete (vencer o Campeonato, a Taça Nacional e a Taça da Liga na mesma época) ou de uma Dobradinha (vencer o Campeonato e a Taça Nacional na mesma época).